# Quatuor Ludwig
Le Quatuor Ludwig est un quatuor à cordes français fondé en 1985 et menant une carrière internationale. Il se compose de Sébastien Surel (premier violon),  Manuel Doutrelant (second violon), Violaine Despeyroux (alto) et Anne Copéry (violoncelle).

## Historique
Les membres du Quatuor Ludwig sont tous issus du Conservatoire national supérieur de musique et de danse de Paris. 
Dans les années 90, le Quatuor Ludwig reçoit les conseils du chef d'orchestre Sergiu Celibidache, et travaille auprès des quatuors Berg, Tokyo, Amadeus, LaSalle et Kolish.
Le Quatuor Ludwig est primé à de nombreux concours internationaux  : Fondation Menuhin, Portsmouth, Arthur Honegger, Vittorio Gui de Florence... Il se voit invité à passer une année de résidence à l'Université Yale (1988) puis sollicité pour devenir "Quatuor en Résidence" au Conservatoire national supérieur de musique et de danse de Paris (1991) pour une durée de trois ans.
Salué pour sa rigueur artistique, le Quatuor Ludwig est invité à donner des concerts dans le monde entier, se produisant notamment à Paris (Théâtre des Champs-Élysées, Opéra Comique, Collège des Bernardins, Cité de la musique, Musée d'Orsay, Théâtre de La Madeleine), Londres (Wigmore Hall), New-York (Merkin Concert Hall (en)), Taipei (Théâtre National), Shanghai (Théâtre National), Tokyo, Vancouver, Montréal, Toronto, Nouméa, Marrakech, Nis, Bruxelles et Louvain...
Au fil du temps, un répertoire exigeant se constitue, faisant place à Haydn, Beethoven, Schubert, Brahms, Mendelssohn, Schumann,Turina, Janáček, Borodine, Chostakovitch, Chausson, Debussy, Ravel, Franck, Alban Berg, Dutilleux, Webern, Ligeti, Fauré, Magnard, Lekeu, Honegger, Jehan Alain, Albeniz, Piazzolla... Le Quatuor Ludwig participe par ailleurs à la création d'œuvres contemporaines composées par Alain Louvier, Michaël Levinas, Philippe Hersant, Thierry Escaich ou Jean-François Zygel. En 2012, c'est le Quatuor n° 4 en mi mineur d'Ivan Jevtic qui a été créé au Festival International de Roussel avant d'être joué au Festival Nimus en Serbie.
Le Quatuor Ludwig s'est parfois joint à d'autres musiciens pour des concerts en quintette : François-René Duchâble, Abdel Rahman El Bacha, Bertrand Chamayou, Brigitte Engerer, Bruno Pasquier, Michael Lévinas, Marie-Josèphe Jude, Emmanuelle Bertrand, Dmitri Berlinski...
Le quatuor Ludwig s'intéresse en outre au croisement des disciplines artistiques et au décloisonnement de la musique classique, en produisant des spectacles qui mettent en scène des personnalités issues d'autres territoires : les comédiens Marie-Christine Barrault, Fanny Cottençon, Michel Bouquet, Didier Sandre, François Marthouret, Jean-François Balmer, Jean-Claude Drouot, Nicolas Vaude, le danseur Jean Guizerix,  ou encore l'astro-physicien Hubert Reeves...
Les membres fondateurs du Quatuor Ludwig sont chevalier des Arts et des Lettres.
Anciens membres : Jean-Philippe Audoli (1985-2014), Elenid Owen (1985-2014), Padrig Fauré (1985-2023), Thierry Brodard (2014-2018).

## Récompenses
La discographie du Quatuor Ludwig a été récompensée : 
- Grand Prix du Disque Lyrique (1992),
- Grand Prix de l'Académie du Disque Français et Grand Prix International du Disque de l'Académie Charles-Cros (1993) pour l'intégrale des quatuors d'Arthur Honegger
- Grand Prix de musique de chambre du Midem de Cannes (1999) « Cannes Classical Awards », pour son interprétation du quatuor de Chausson et le quintette avec piano de Franck avec Michaël Levinas.

## Discographie
- Carnet de Voyage - œuvres de Turina, Britten, Puccini, Webern, Bloch, Chostakovitch, Bridge... (Ameson - AMCP 1730)
- Dmitri Chostakovitch - Quatuors n° 1 - 3 - 8 - 2011 - (Calliope - CAL 1102)[3],[4]
- Joseph Haydn - " Les 7 dernières paroles du Christ " - Réédition 2009 - (CSM 0007)
- Johannes Brahms - Quaturos n° 1 et 2 - (Naxos 8.554271)
- Johannes Brahms - Quatuor n ° 3 et Quintette avec clarinette - (Naxos 8.554601)
- Johannes Brahms - Quintettes à cordes - (Naxos 8.553635)
- César Franck - Quintette avec piano - Ernest Chausson Quatuor Opus 35 - (Naxos 8.553645)
- Berg-Dutilleux-Webern - (Timpani 1C1005)
- Honegger - Intégrale des Quatuors - (Timpani C 1011)
- Debussy-Ravel - (EMS AAOC 93812)
- Jehan Alain - Quintette - Sextuor (Arion 68321)
- Jehan Alain - Messe modale - (SISYPHE004 3760002130118 - 2)
- Jehan Alain - " Jehan Alain retrouvé " - (Arion) - Diapason d'or de l'année 2005
- Ernest Chausson - " Les mélodies " avec Billy Edi - piano, Sandrine Piau (soprano), Brigitte Belleys (mezzo-soprano) - Jean-François Gardeil - (baryton). (Timpani 2C2132)
- Michaël Levinas - Quintette à deux altos avec Gérard Caussé
- Thierry Escaïch - " Chorus " - avec Florent Héau (clarinette), Bertrand Chamayou (piano).
- Carnet de Voyage (AMESON)